# SN 1999U
SN 1999U – supernowa typu Ia odkryta 14 stycznia 1999 roku w galaktyce A092642-0537. W momencie odkrycia miała maksymalną jasność 23,10m.